# 東尻池町
東尻池町（ひがししりいけちょう）は、兵庫県神戸市長田区の町名。東尻池町一丁目から十丁目までが設置されている。郵便番号は653-0022。

## 地理
兵庫運河に面する。

### 隣接する町
いずれも神戸市内の町である。
- 梅ヶ香町
- 真野町
- 高松町
- 苅藻通
- 浜添通

## 世帯数と人口
2021年（令和3年）12月31日現在の世帯数と人口は以下の通りである。
| 町丁           | 世帯数    | 人口    |
| -------------- | --------- | ------- |
| 東尻池町一丁目 | 179世帯   | 293人   |
| 東尻池町二丁目 | 258世帯   | 416人   |
| 東尻池町三丁目 | 128世帯   | 196人   |
| 東尻池町四丁目 | 294世帯   | 440人   |
| 東尻池町五丁目 | 229世帯   | 371人   |
| 東尻池町六丁目 | 207世帯   | 366人   |
| 東尻池町七丁目 | 175世帯   | 236人   |
| 東尻池町八丁目 | 47世帯    | 71人    |
| 東尻池町九丁目 | 32世帯    | 54人    |
| 東尻池町十丁目 | 0世帯     | 0人     |
| 計             | 1,549世帯 | 2,443人 |

## 小・中学校の学区
市立小・中学校に通う場合、学区は以下の通りとなる。
| 町丁                   | 小学校               | 中学校             |
| ---------------------- | -------------------- | ------------------ |
| 東尻池町一丁目、二丁目 | 神戸市立長田南小学校 | 神戸市立長田中学校 |
| 東尻池町三丁目～十丁目 | 神戸市立真野小学校   | 神戸市立長田中学校 |

## 交通

### 道路
- 阪神高速3号神戸線が通る。

### バス
- 「梅ヶ香町」バス停
- 「東尻池2丁目」バス停（交差点北、西）
- 「東尻池5丁目」バス停
- 「東尻池8丁目」バス停

## 施設
企業
- オイシス 本店

教育
- しりいけ保育所
- たから保育園東園舎、西園舎

病院
- 兵庫病院
- 松田眼科
- 清水皮膚科
- 奥平眼科
- 鈴木診療所

寺社、その他宗教関連施設
- 運河大神宮
- 明正寺
- 光端寺
- 宝満寺
- 円応教
- 天理教八和博分教会

## 出身者
- 大村崑（コメディアン）